# Крахмал

Отложения крахмала в клетках корневого клубенька чисятка весеннего (R. ficaria)

Крахма́л — органическое вещество с формулой (C6H10O5)n, смесь полисахаридов амилозы и амилопектина, мономером которых является альфа-глюкоза. Крахмал синтезируется растениями в хлоропластах с использованием энергии света при фотосинтезе. Крахмал, полученный из разных растений, несколько различается по структуре зёрен, степени полимеризации молекул, строению полимерных цепей и физико-химическим свойствам.
Крахмал и его производные широко используются в пищевой промышленности.

## Физические свойства
Крахмал — аморфный  белый порошок. Он не растворяется в холодной воде, а в горячей воде порошок набухает и растворяется, образуя коллоидный раствор — клейстер.
Под микроскопом видны отдельные зёрна крахмала. При сжатии порошка крахмала он издаёт характерный скрип, вызванный трением частиц.
Раствор крахмала в воде является неньютоновской жидкостью.

## Органолептические свойства
Крахмал имеет пресный вкус с лёгкой сладковатой нотой из-за работы ферментов ротовой полости. Структура снежная.

## Химические свойства
В воде при добавлении в качестве катализатора кислот (разбавленная H2SO4 и другие) крахмал постепенно гидролизуется с уменьшением молекулярной массы, в результате образуется так называемый «растворимый крахмал», декстрины и другие сахара вплоть до глюкозы.
Молекулы крахмала неоднородны по размерам. Крахмал представляет собой смесь линейных и разветвлённых макромолекул.
При действии ферментов или нагревании с кислотами крахмал подвергается гидролизу:

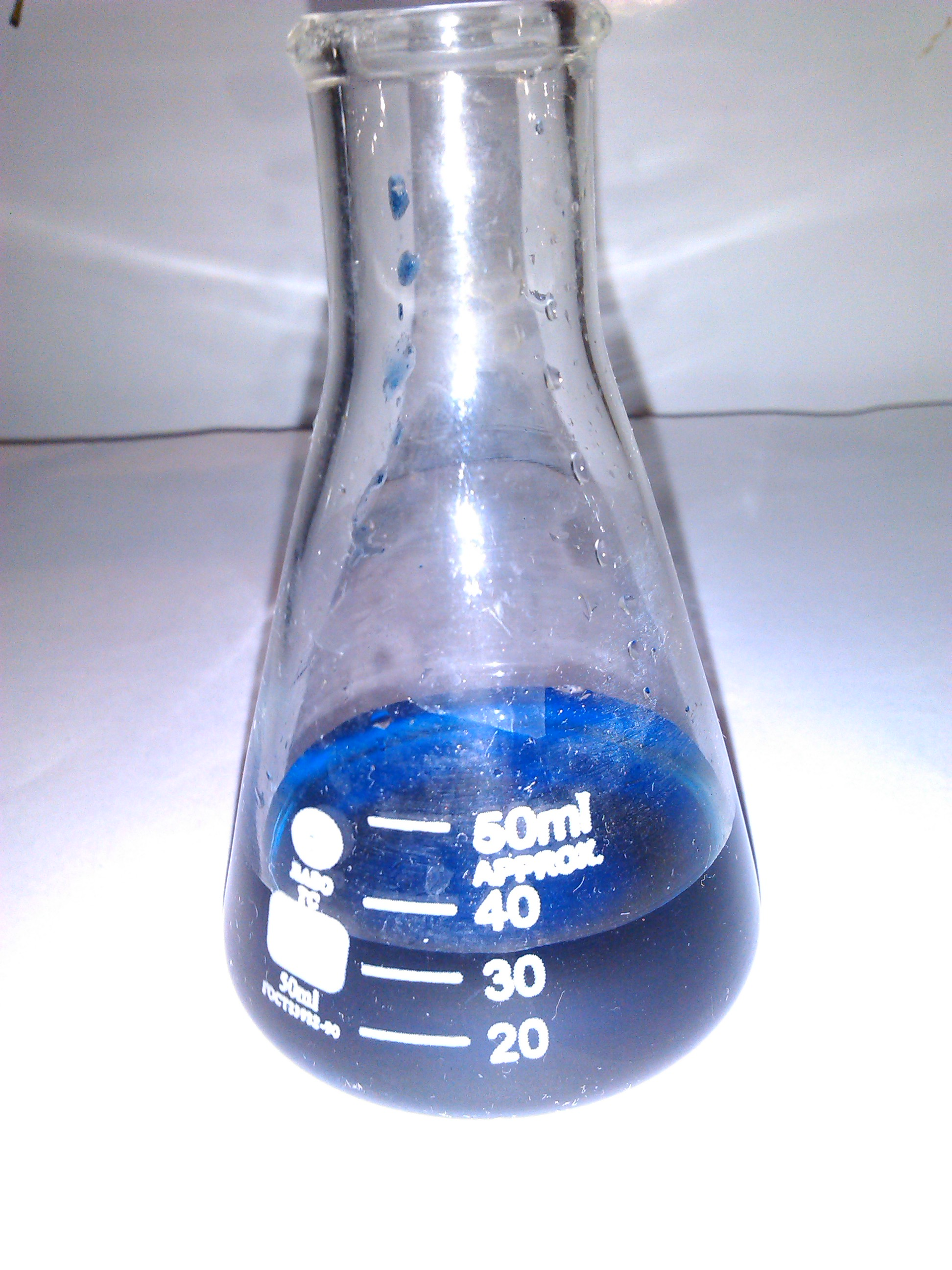
Результат взаимодействия крахмала с раствором иода

{\displaystyle {\mathsf {(C_{6}H_{10}O_{5})_{n}+nH_{2}O\ {\xrightarrow {H_{2}SO_{4}}}\ nC_{6}H_{12}O_{6}}}}

### Качественные реакциина крахмал
- Крахмал взаимодействует с иодом с окрашиванием в синий цвет, при этом образуется соединение включения. Эту реакцию открыли в 1814 году Жан-Жак Колен (фр. Jean-Jacques Colin) и Анри-Франсуа Готье де Клобри (Henri-François Gaultier de Claubry)[4].
- Крахмал, в отличие от глюкозы, не даёт реакцию серебряного зеркала.
- Подобно сахарозе, крахмал не восстанавливает гидроксид меди (II).

## Биосинтез
Часть глюкозы, образующейся в зелёных растениях при фотосинтезе, превращается в крахмал:
6CO2 + 6H2O → C6H12O6 + 6O2 (суммарная формула)
nC6H12O6(глюкоза) → (C6H10O5)n + nH2O
В общем виде это можно записать как 6nCO2 + 5nH2O → (C6H10O5)n+ 6nO2.
Крахмал в качестве резервного питания накапливается в клубнях, плодах, семенах растений. Так, в наиболее часто используемых для производства крахмала растениях, клубнях картофеля содержится до 24 % крахмала, в зёрнах пшеницы — до 64 %, риса — 75 %, кукурузы — 70 %.

## Модификация крахмала
В промышленности превращение крахмала в глюкозу (процесс осахаривания) происходит путём его кипячения на протяжении нескольких часов в разбавленной серной кислоте (каталитическое влияние серной кислоты на осахаривание крахмала было обнаружено в 1811 году К. С. Кирхгофом). Чтобы из полученного раствора удалить серную кислоту, в него добавляют мел, получая из серной кислоты нерастворимый сульфат кальция. Последний отфильтровывают и вещество выпаривают. Получается густая сладкая масса — крахмальная патока, которая содержит, кроме глюкозы, значительное количество остальных продуктов гидролиза крахмала.
Патока используется для приготовления кондитерских изделий и для разнообразных технических целей.
Если нужно получить чистую глюкозу, то кипячение крахмала ведут дольше, чем достигается более полное превращение его в глюкозу. Полученный после нейтрализации и фильтрования раствор сгущают, пока из него не начнут выпадать кристаллы глюкозы.
Также в настоящее время гидролиз крахмала производят ферментативно, с использованием альфа-амилазы для получения декстринов различной длины, и глюкоамилазы − для дальнейшего их гидролиза с получением глюкозы.
При нагревании сухого крахмала до 200—250 °C происходит частичное его разложение и получается смесь менее сложных, чем крахмал, полисахаридов (декстрин и другие).
Физическое изменение позволяет получать крахмал с высокой способностью удерживать влагу, что, в свою очередь, придаёт конечному продукту желаемую консистенцию.

## Промышленное получение
В пищевой промышленности крахмал получают из картофеля и кукурузы. Клубни картофеля содержат в среднем 18,2 % крахмала, зёрна кукурузы — 59,9 % (есть сорта с содержанием крахмала до 70 %), и технологии получения картофельного и кукурузного крахмала отличаются.
При изготовлении картофельного крахмала клубни моют и измельчают. При измельчении клетки клубней картофеля разрушаются и крахмальные зёрна выходят из них наружу. Получившаяся смесь — «картофельная кашка» — содержит «свободный крахмал» (освобождённый из клеток растения), мезгу (разрушенные клетки растения), «связанный крахмал» (оставшийся в клетках) и клеточный сок (сок содержит тирозин, безазотистые органические вещества, сахара и минеральные вещества — всего 3,5–5 % сухой массы). Клеточный сок максимально быстро удаляют из «картофельной кашки» центрифугированием — чем меньше будет полифенолоксидаза окислять кислородом воздуха тирозин из клеточного сока, тем более качественным будет продукт. Затем из отжатой «картофельной кашки» вымывают крахмал — образуется крахмальная суспензия, которую называют «крахмальное молоко». Крахмальное молоко отделяют от мезги и рафинируют, затем многократно промывают водой — получается сырой крахмал с содержанием воды 40–52 %. Сырой крахмал обезвоживают и получают готовый продукт — сухой крахмал.
Чтобы извлечь крахмал из кукурузы, зерно предварительно вымачивают в 0,2 % растворе сернистой кислоты при температуре 48–50 °C в течение 48–50 часов. Под воздействием кислоты в зёрнах нейтрализуются ферменты, зёрна разбухают и 2/3 растворимых веществ переходят в раствор. Замоченное зерно дробят, в результате из зёрен освобождается 90–97 % зародыша (это сырьё для получения кукурузного масла), эти зародыши отделяют от «кукурузной кашки», затем отделяют от неё остатки клетчатки и выделяют свободный крахмал и глютен. Очищенный кукурузный крахмал обезвоживают до 13 % влажности.

### Грязевой крахмал
Грязевой крахмал — побочный продукт при производстве первого сорта крахмала: та его часть, которая отлагается вверху при отмывке в осадочных чанах или чанах с мешалкой. Содержит 90—95 % крахмала, перерабатывается вторично на крахмал.

## Пищевое значение
В желудочном тракте человека и животного крахмал поддаётся гидролизу и превращается в глюкозу, которая усваивается организмом. Промежуточными продуктами гидролиза крахмала являются декстрины.
Крахмал как пищевая добавка используется для загущения многих пищевых продуктов, приготовления киселей, заправок и соусов.
Крахмал является наиболее распространённым углеводом в рационе человека и содержится во многих основных продуктах питания. Главными источниками крахмала в мире являются зерновые культуры: рис, пшеница, кукуруза; различные корнеплоды и клубни, в том числе картофель, а также маниок[уточнить].
Большинство других крахмалистых продуктов произрастают только в местах с определённым климатом, например: рожь, ячмень, гречиха, овёс, пшено, жёлуди, бананы, каштаны, сорго, батат, плоды хлебного дерева, ямс, таро, чилим, маранта, арракача, канна, колоказия, кандык японский, пуэрария дольчатая, маланга, кислица клубненосная, такка перистонадрезанная, саго, и многие виды бобовых — таких, как чечевица, бобы садовые, маш, горох лущильный, нут.
Широко известными блюдами, содержащими крахмал, можно назвать: хлеб, блины, лапшу, макароны, каши, кисели и различные лепёшки, в том числе тортильи.
Для пищеварительных ферментов расщепление кристаллического крахмала (класс РК3) представляет некоторую сложность. Сырой крахмал плохо переваривается в двенадцатиперстной и тонкой кишке, а бактериальное разложение будет проходить в основном в толстой кишке. Продукты с большим количеством амилозы хуже перевариваются, чем с амилопектином. При этом даже резистентный (неперевариваемый) крахмал (классов РК2, РК3, РК4) играет свою физиологическую роль: медленная переработка такого крахмала в кишечнике не вызывает гипергликемии (увеличения концентрации глюкозы в крови, что особенно важно для больных сахарным диабетом), образует органические кислоты — основной источник энергии эпителия толстого кишечника, поддерживает иммунитет кишечного тракта, противовоспалительную защиту организма и другое. В целях повышения усваиваемости крахмала его термически обрабатывают. Поэтому, прежде чем люди начали использовать огонь, зерно и другие высококрахмалосодержащие продукты были не самым лучшим способом получения энергии организмом (в отличие от белковой пищи). Термическая обработка изменила это, но это изменение в поступлении энергии из пищи с быстро легкоусваиваемыми углеводами стало одним из факторов развития метаболических синдромов в наше время, включая ожирение и диабет.
Клейстеризация и желатинизация крахмала, например, во время выпечки торта, может быть снижена за счёт сахара, конкурирующего за воду, что улучшает текстуру крахмала, предотвращая «зарезинивание».

## Применение в промышленности
В мире наибольшее применение крахмал нашёл в целлюлозно-бумажной промышленности, насчитывая миллионы метрических тонн ежегодно.
В пищевой промышленности крахмал используется для получения глюкозы, патоки, этанола, в текстильной — для обработки тканей, в бумажной — в качестве наполнителя. Кроме того, крахмал входит в состав большинства колбас, майонеза, кетчупа и других продуктов.
Модифицированный крахмал является основным компонентом клея для обоев.
Применяется в фармацевтической промышленности в качестве наполнителя таблетированных форм лекарственных препаратов, некоторых лекарственных капсул, декстраны (декстрины) используются для приготовления ряда инфузионных растворов для внутривенных вливаний (гемодез, полиглюкин, реополиглюкин и другие).
Аддукт крахмала с иодом под названием амилойодин использовался в качестве антисептика и при лечении дефицита иода.
Этерификацией крахмала с триметафосфатом натрия или оксихлоридом фосфора получают монокрахмалфосфат, дикрахмалфосфат и другие модифицированные крахмалы

## Применение в быту

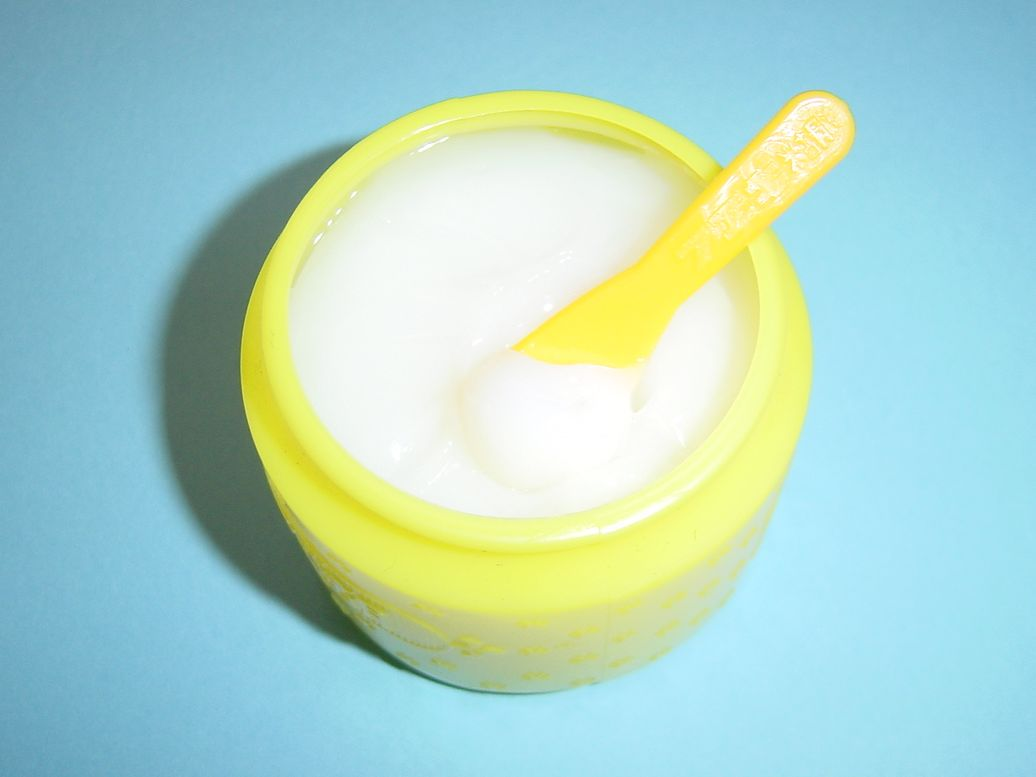
Применение крахмала для приклеивания в быту

Крахмал используется для накрахмаливания предметов одежды: воротников, халатов и так далее. Крахмальный клейстер применяется для приклеивания обоев, изготовления папье-маше. Иногда крахмал используется в качестве присыпок.
В кулинарии используется как загуститель и стабилизатор. Чаще всего продаётся картофельный и кукурузный крахмал. А самой простой и доступной альтернативой крахмалу является мука.

## Биологические свойства
Крахмал, являясь одним из продуктов фотосинтеза, широко распространён в природе. Для растений он является запасом питательных веществ и содержится в основном в плодах, семенах и клубнях. Наиболее богато крахмалом зерно злаковых растений: риса (до 86 %), пшеницы (до 75 %), кукурузы (до 72 %), а также клубни картофеля (до 24 %).
Для организма человека крахмал наряду с сахарозой служит основным поставщиком углеводов — одного из важнейших компонентов пищи. Под действием собственных ферментов человека крахмал гидролизуется до глюкозы, которая окисляется в клетках до углекислого газа и воды с выделением энергии, необходимой для функционирования живого организма.